# Бал-Бекир
Бал-Беки́р (укр. Бал-Бекір, крымскотат. Bal Bekir, Бал Бекир), ранее Бавбек-Кара (укр. Бавбек-Кара, крымскотат. Bavbek Qara, Бавбек Къара) — исчезнувшее село в Симферопольском районе Крыма. Находилось на северо-востоке района, на правом берегу реки Бештерек, у юго-западной окраины современного села Клёновка.

## История
Впервые в доступных источниках название встречается на картах 1836 и 1842 года, как хутор Болбек-Кара.
В «Списке населённых мест Таврической губернии по сведениям 1864 года», составленному по результатам VIII ревизии 1864 года Бавбек-Кары — владельческий хутор с 1 двором и 7 жителями при речкѣ Бештерекѣ (в Зуйской волости). На трёхверстовой карте 1865—1876 года хутор Балбек-Кара обозначен без указания числа дворов.
После земской реформы 1890-х годов деревню подчинили воссозданной Табулдинской волости. По «…Памятной книжке Таврической губернии на 1892 год» в Бавбек-Кара, входившей в Алексеевское сельское общество, числилось 15 жителей в 3 домохозяйствах. По «…Памятной книжке Таврической губернии на 1902 год» в деревне Бавбек-Кара, входившей в Алексеевское сельское общество, числилось 17 жителей в 3 домохозяйствах. По Статистическому справочнику Таврической губернии. Ч.II-я. Статистический очерк, выпуск шестой Симферопольский уезд, 1915 год, на хуторе Бавбек-Кара, (Ёлкина и Мальцевых) Табулдинской волости Симферопольского уезда числилось 3 двора с русским населением в количестве 12 человек приписных жителей и 6 — «посторонних», из которых 17 мужчин и 13 женщин. В хозяйстве имелось 608 десятин удобной земли, 20 лошадей, 18 волов, 10 коров и 20 голов мелкого скота. Дальнейшая судьба селения не ясна — в материалах Всесоюзной переписи 1926 года оно не значится, а на километровой карте Генштаба Красной армии 1941 года, в которой за картооснову, в основном, были взяты топографические карты Крыма масштаба 1:84000 1920 года и 1:21000 1912 года, на месте Бавбек-Кары обозначена довольно большое село Бал-Бекир, как и на карте 1942 года, которое в дальнейшем в доступных источниках также не встречается.